# Áreas y centros comerciales de Vigo

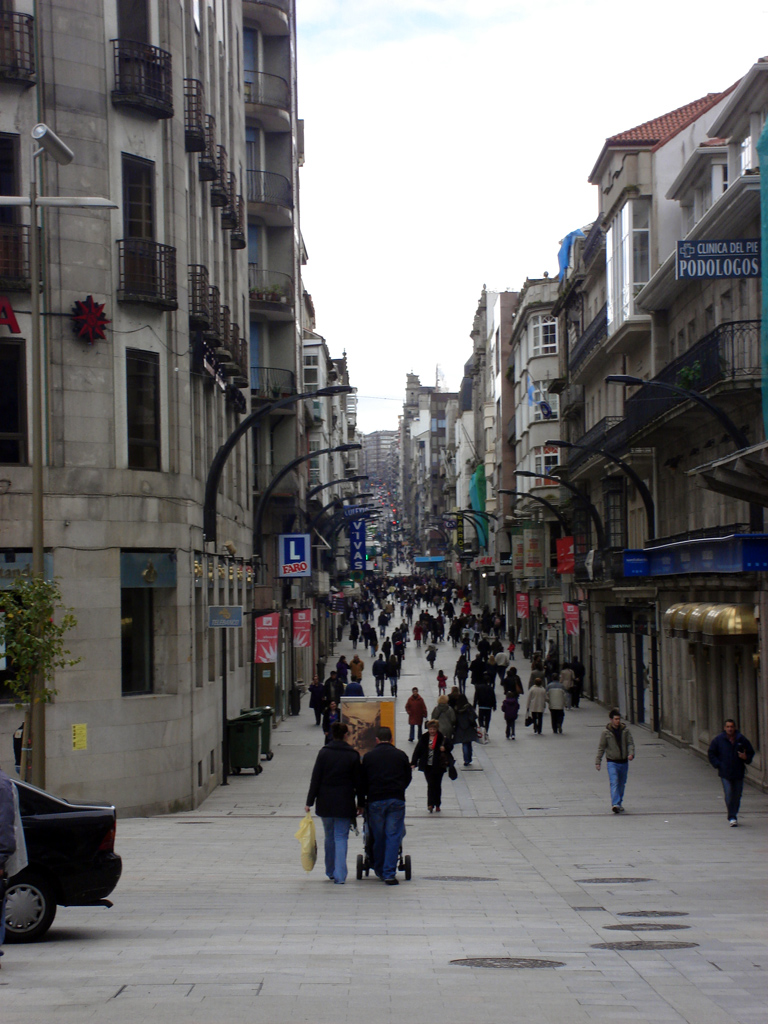
La Calle del Príncipe constituye uno de los principales núcleos comerciales urbanos de Vigo.

Vigo es una de las principales ciudades comerciales del noroeste de España, atendiendo a una población de algo más de 736 500 habitantes que incluye la propia ciudad, gran parte de la provincia y algunos núcleos de la provincia limítrofe de Orense, así como también del norte de Portugal. En el municipio se encuentran instaladas grandes superficies comerciales, ya sea bajo franquicias o con centros propios, tales como Alcampo, Burger King, Carrefour, Decathlon, El Corte Inglés, Inditex, Leroy Merlin, Lidl, McDonald's, Media Markt, Mercadona, Pizza Hut, Starbucks, TEDi, Toys "R" Us, Vips o Worten, entre muchas otras. Todas estas superficies comerciales conviven con el tradicional pequeño comercio de la ciudad.
Los centros, parques y áreas comerciales más destacadas de Vigo son las que se describen en los siguientes apartados.

## Áreas comerciales urbanas

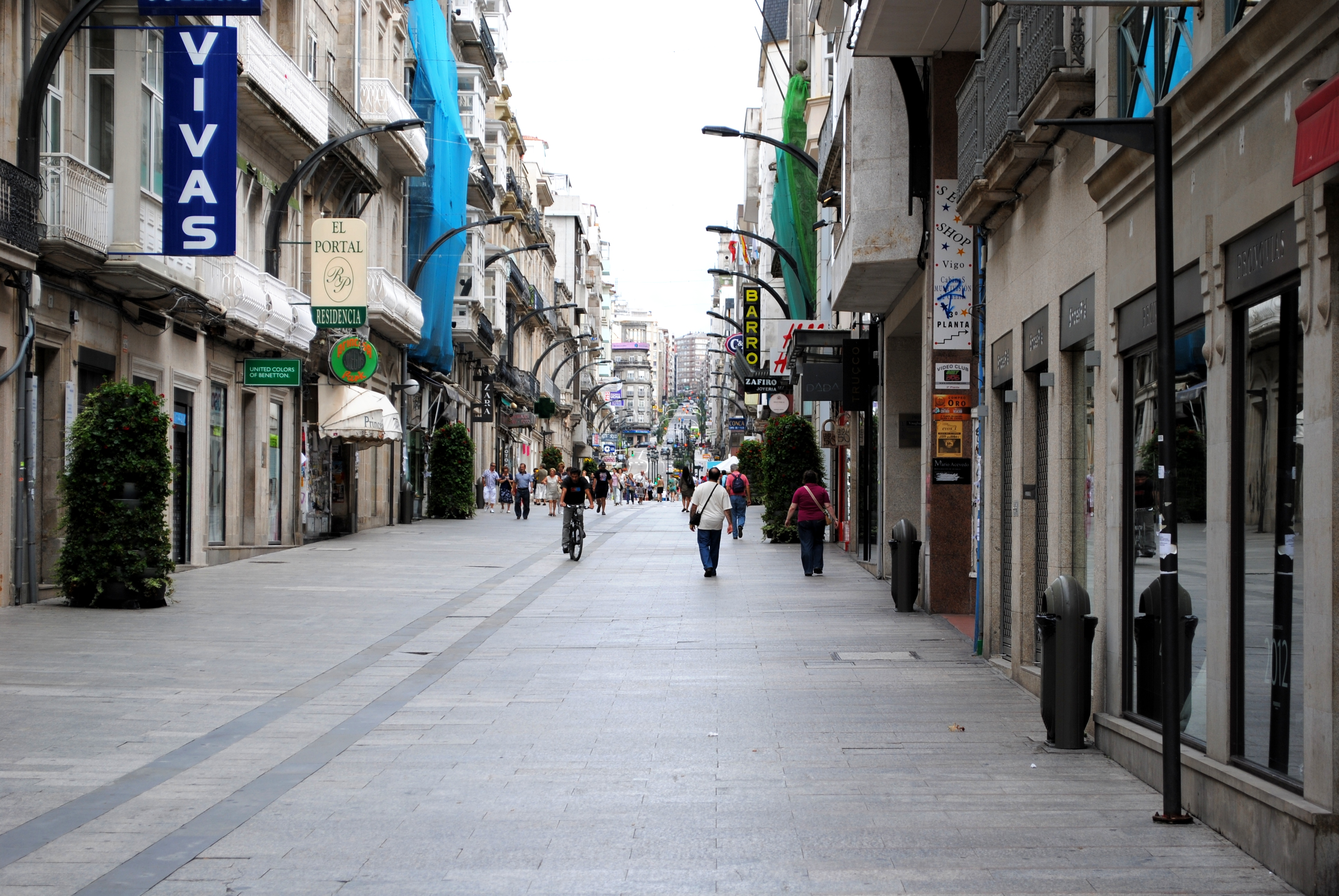
Calle del Príncipe.

- Las calles del Príncipe,[5] Urzaiz,[6] Gran Vía y Ronda de Don Bosco. Son las calles comerciales y de ocio por excelencia de la ciudad, son calles ajardinadas con amplias aceras, muy céntricas y concurridas, tanto por locales como por turistas. En estas céntricas calles se pueden encontrar locales y tiendas de artículos de calidad, además de grandes firmas nacionales e internacionales como: 9Noventay9, Adolfo Domínguez,[7] Amichi, Apple, Aristocrazy, Benetton, Bershka, Bimba y Lola, Bricor,[8] Calzedonia, Clarks, Cortefiel, C&A, Decathlon City, El Corte Inglés, Eurekakids, General Óptica, H&M, Inside, Joya36, Kiko Milano, La Casa del Libro, Lacoste, Lefties, Levi's,[9] Mango, Marypaz, Massimo Dutti, McDonald's, Misako, Orchestra, Oysho, Parfois, Pepe Jeans, Pronovias, Pull and Bear, Punt Roma, Rei Zentolo, Roberto Verino, Sargadelos, Scalpers, Scotch and Soda, Sephora, Springfield, Superdry, Tezenis, The Phone House, Tiger, Tous, Ulanka, Uterqüe, Visionlab, Women'secret, Yves Rocher, Zara, Zara Home, etc.[10][11][12]

- Zona peatonal del Calvario. Situada en el barrio del mismo nombre, destaca como área comercial urbana. Es una zona comercial abierta con predominio del uso peatonal y posee casi tanto tránsito como las propias calles del centro de la ciudad, ya que esta zona es una de las más pobladas de Vigo.[13]

## Otras zonas comerciales urbanas
- Avenida de Madrid. En la avenida de Madrid de Vigo se encuentran instaladas diversas superficies comerciales, en el año 1988 la empresa Alcampo instaló su segundo hipermercado de la ciudad. Posteriormente se instalaron en la misma avenida las firmas Burger King, Lidl,[14] Mercadona,[15] Sprinter, y más recientemente la multinacional del bricolaje Leroy Merlin.[16] También se encuentran instalados la mayoría de los concesionarios de vehículos de Vigo, además de dos centros de telemarketing de la compañía alemana Bosch. Esta alta concentración de empresas de diversos sectores en esta zona de la ciudad, así como la presencia del cercano polígono industrial de Miraflores (situado en la cercana parroquia de Sárdoma), convierten a la avenida de Madrid en una de las zonas más concurridas de Vigo, siendo su principal arteria de acceso.

## Centros y parques comerciales
Vigo actualmente cuenta con 8 centros y parques comerciales de diferentes características:

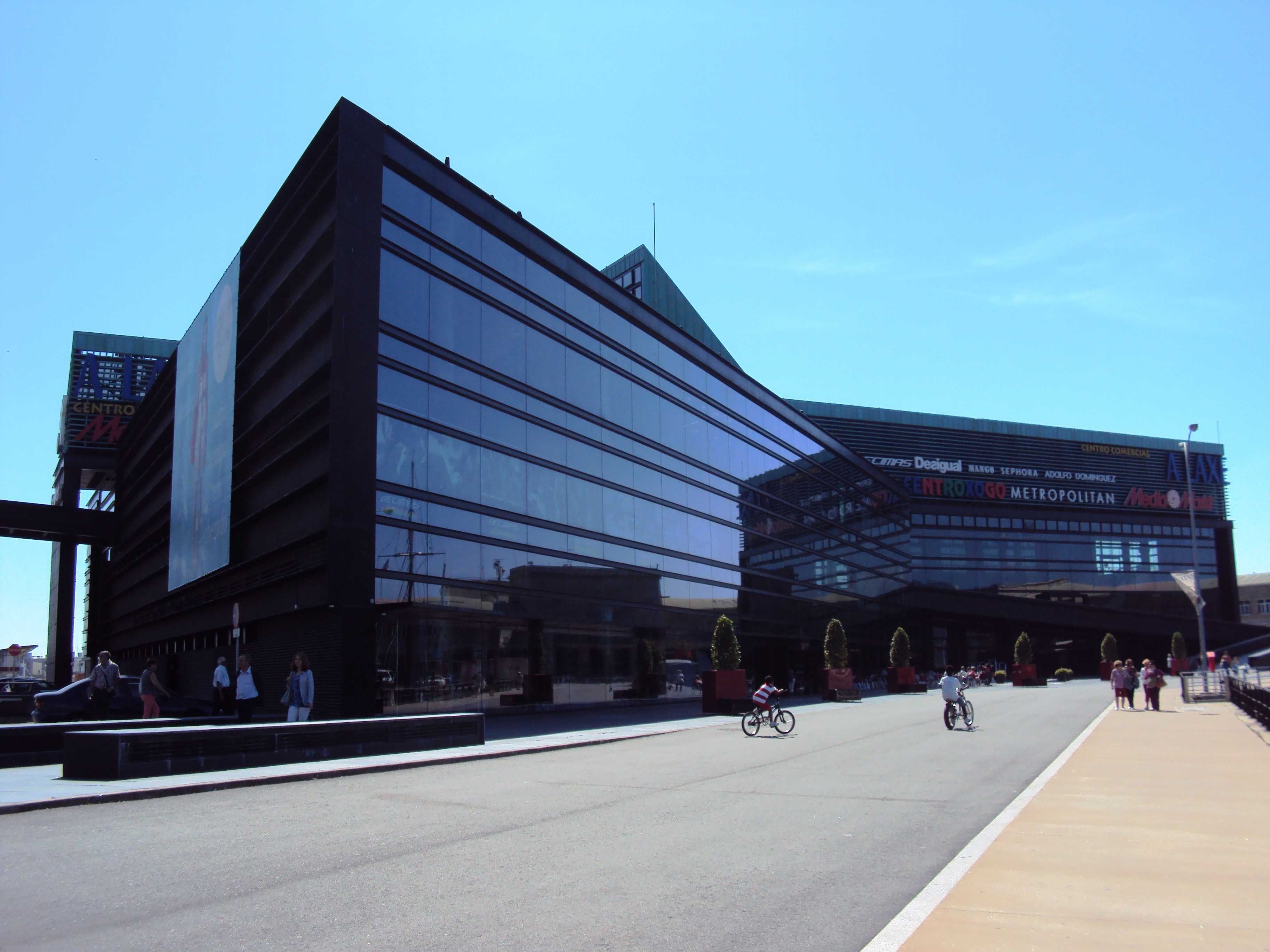
Centro Comercial A Laxe en el puerto deportivo.

- Centro Comercial A Laxe. Está situado en la dársena de A Laxe (en el puerto deportivo), fue inaugurado en febrero del año 2008 y su construcción fue impulsada por el Consorcio de la Zona Franca de Vigo, formando parte de una de las actuaciones del plan Abrir Vigo al mar. El edificio fue diseñado por el arquitecto Francisco Javier Sáenz de Oiza y cuenta con una superficie de 13 200 m² distribuidos en tres plantas destinadas a usos comerciales, dos plantas con 500 plazas de aparcamiento y una terraza-mirador, también incluye una pasarela peatonal que sirve para conectar el centro comercial con el Casco Viejo.[17][18] En su interior se encuentran tiendas de moda y complementos (Clarks, Dayaday, Desigual, etc.), cafeterías, locales de restauración y de comida rápida como Burger King, un hipermercado Media Markt (patrocinador del centro), una juguetería Centroxogo, un gimnasio de la cadena Metropolitan, una tienda de videojuegos Game, una tienda de venta de telefonía móvil de la cadena The Phone House, joyerías, peluquerías, etc.[19] Este centro comercial también alberga el casino de la ciudad,[20] el cual ocupa 1 874 m² de la segunda planta del edificio.[21][22]

- Centro Comercial Bodegas Bandeira. Situado en el barrio del Calvario (Lavadores), en el rehabilitado edificio de la desaparecida empresa Bodegas Bandeira. El centro comercial fue inaugurado en mayo del año 2015 y cuenta con una superficie de 14 000 m² distribuidos en aparcamientos y zonas comerciales. En su interior actualmente se encuentran en su planta baja un hipermercado de la cadena Mercadona y en su planta más alta un gimnasio de la cadena McFit.[23]

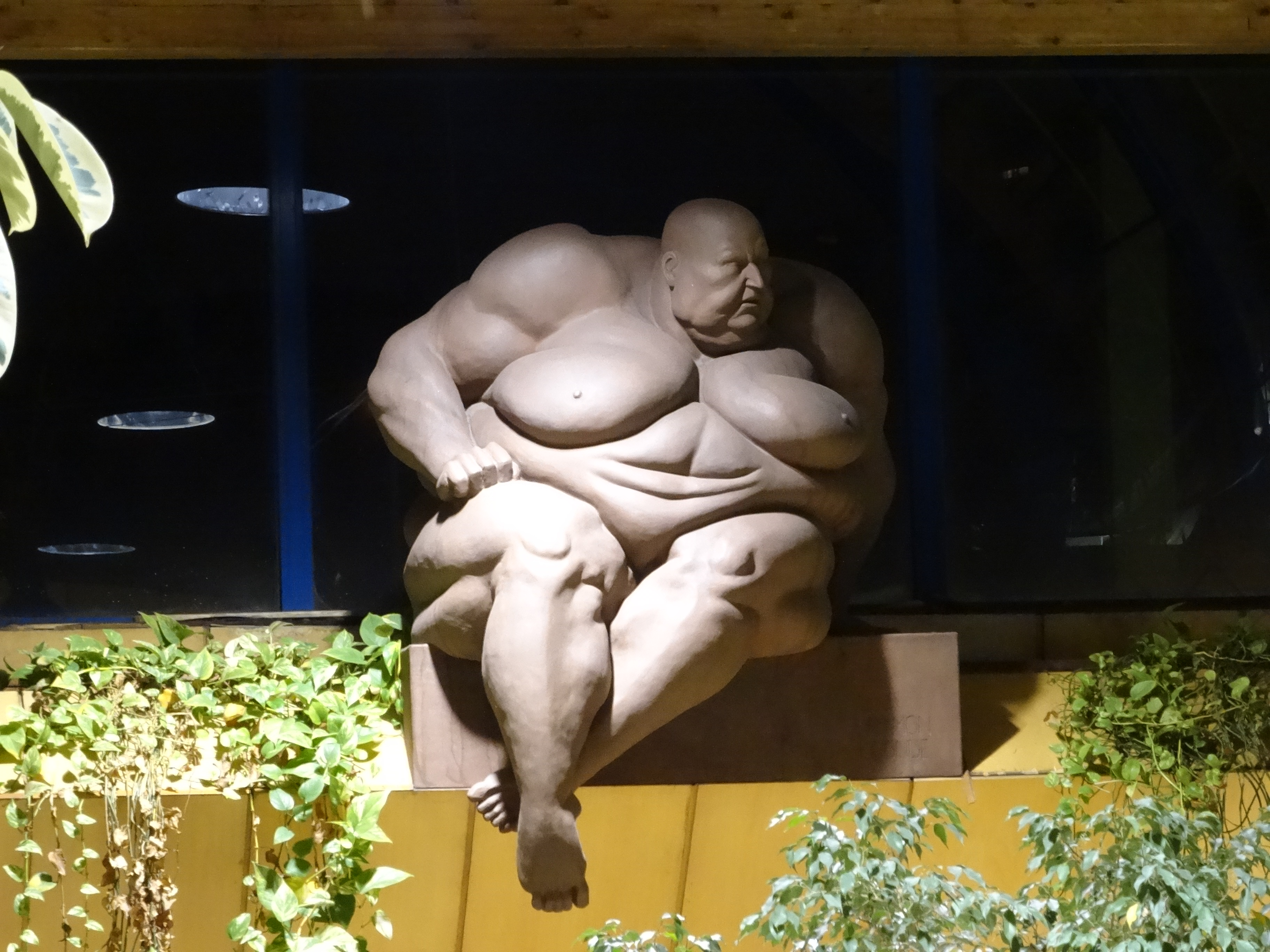
Escultura El Gran Inquisidor (obra de Ramón Conde), situada en el Centro Comercial Camelias.

- Centro Comercial Camelias. Inaugurado en 1994, fue el primer centro comercial abierto en la ciudad. Dispone de 52 locales comerciales, que albergan una tienda de la cadena juguetera Toys "R" Us (principal operador del centro),[24] un supermercado y diversos establecimientos relacionados con el pequeño comercio (cafeterías, peluquería, tiendas de moda y complementos, zapaterías, etcétera).[25] Mucha de su clientela son trabajadores y usuarios de la delegación de hacienda y los juzgados de la ciudad.

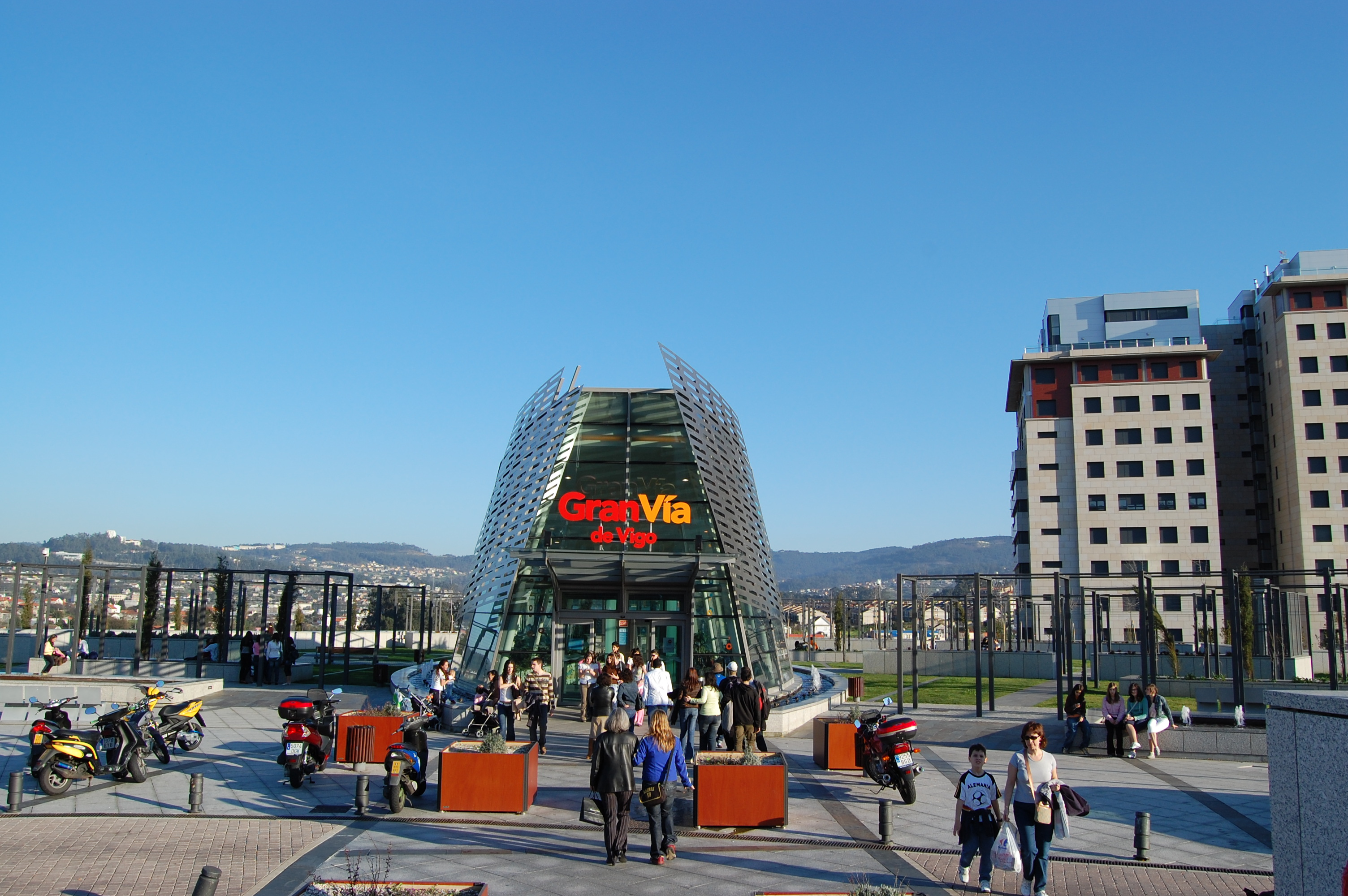
Vista de uno de los accesos al Centro Comercial Gran Vía.

- Centro Comercial Gran Vía. Está situado en las proximidades de la Gran Vía de Vigo y del Parque de Castrelos, sus 41 246 m² destinados a áreas comerciales distribuidos en tres plantas, 1 740 plazas de aparcamiento también distribuidas en tres plantas y otras 200 plazas al aire libre sobre la cubierta del edificio, hacen que el Centro Comercial Gran Vía de Vigo sea el mayor centro comercial de la provincia y uno de los más grandes de Galicia. El centro comercial fue inaugurado en junio del año 2006[26] y en la actualidad está gestionado por el fondo de inversiones Lar España Real Estate desde el mes de julio del año 2016.[27][28] El complejo alberga 110 locales destinados a usos comerciales, en los cuales se pueden encontrar tiendas de moda, complementos, deportes y decoración (Bershka, Bijou Brigitte, Bimba y Lola, Claire's, C&A, Dayaday, Deichmann, Geox, H&M, Ikea Diseña,[29] Intimissimi, Jack & Jones, Lefties, Massimo Dutti, New Yorker, Oysho, Pepe Jeans, Pull and Bear, Sfera, Shana, Sport Zone, Springfield, Sprinter, Stradivarius, Tous, Women'secret, Yves Rocher, Zara, Zara Home, etc.), locales de restauración y de comida rápida (Brasa y Leña,[30] Corner Hut, Foster's Hollywood, Ginos, McDonald's, Pizza Móvil, Smöoy, Vips,[31] etc.), zonas de ocio, tiendas de venta de telefonía móvil (Movistar, Orange, The Phone House y Vodafone), centros de estética, 9 salas de cine, un hipermercado Carrefour, etc.[32][33]

- Centro Comercial Pizarro. Inaugurado en noviembre del año 2017, se encuentra situado en la céntrica calle Pizarro.[34] El centro cuenta con una superficie total de 17 000 m² distribuidos en 3 plantas en donde se encuentran zonas comerciales, locales para oficinas, terraza y un sótano destinado a garaje de más de 300 plazas. En la actualidad el principal operador del centro comercial es la cadena Mercadona, asimismo en el edificio también se encuentran instalados un ascensor panorámico y unas escaleras mecánicas que conectan la calle Pizarro con el barrio de Ribadavia.[35]

- Centro Comercial Plaza Elíptica. Está situado en el centro de la ciudad, su inauguración se produjo en el año 2000 y cuenta con una superficie arquitectónica de 40 000 m² distribuidos en zonas comerciales y de ocio, además de 420 plazas de aparcamiento. El centro comercial vivió en los últimos años una bajada de visitantes debido a la apertura de otras áreas comerciales en la ciudad, lo que provocó el cierre de diversos establecimientos.[36] Actualmente en su interior se encuentran tiendas de moda, complementos y decoración, como Fifty Factory (outlet del grupo Cortefiel) o Tienda Tienda,[37] cafeterías, locales de restauración y de comida rápida como Telepizza, un supermercado Froiz, un gimnasio de la cadena Ifitness, un supermercado Supercor Exprés,[38] 8 salas de cine, etc.

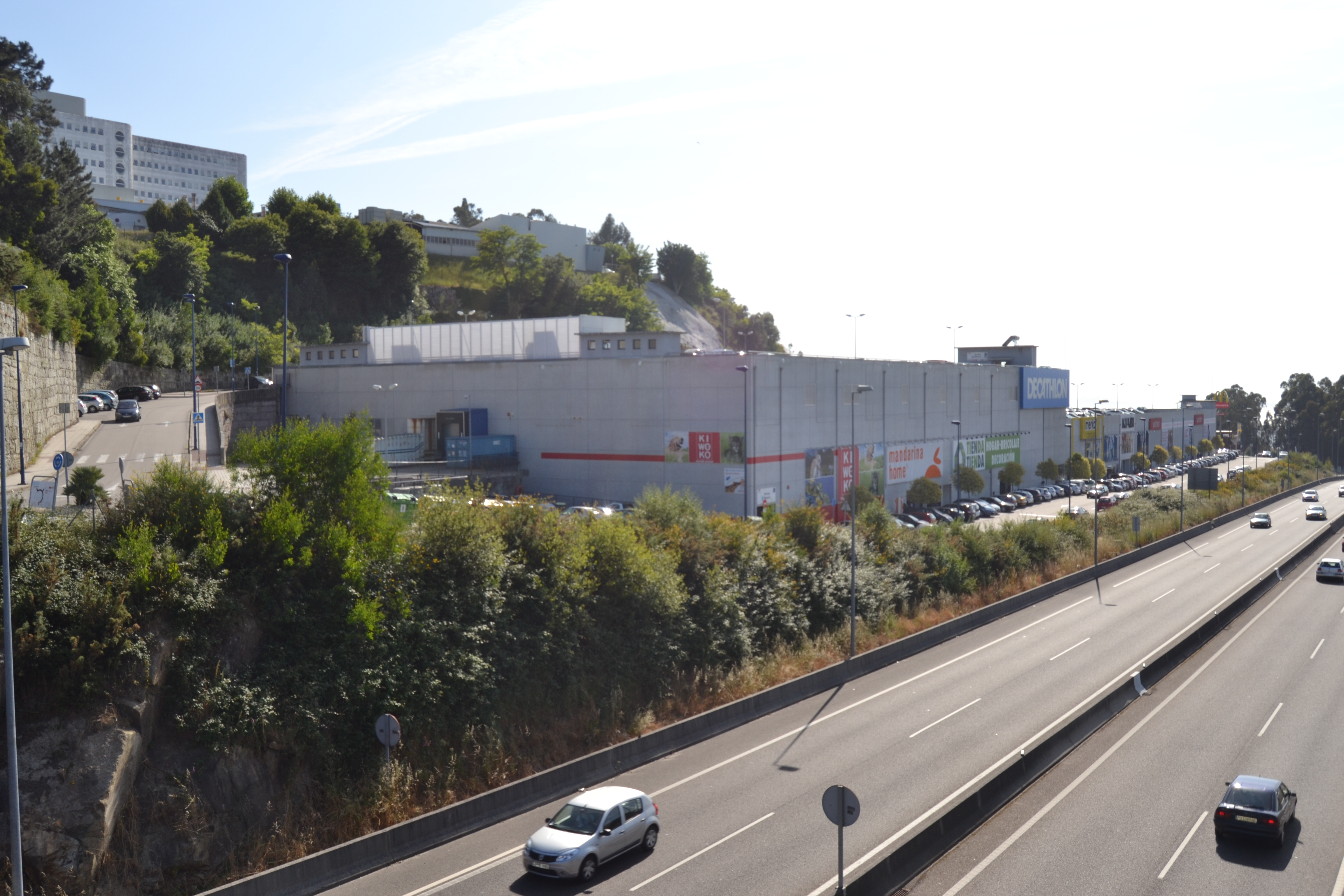
Parque Comercial Meixueiro.

- Centro Comercial Travesía. Inaugurado en el año 2003, dispone de una superficie de 65 000 m², de los cuales 24 736 m² están destinados a zonas comerciales distribuidas en dos plantas, además cuenta con un aparcamiento de 1 500 plazas. Actualmente es por tamaño el segundo centro comercial más grande de la ciudad, se encuentra situado en la Travesía de Vigo y está gestionado por el fondo de inversiones israelí MDSR Investments desde octubre del año 2016.[39][40] En su interior se encuentran tiendas de moda, complementos y deportes (Décimas, Fifty Factory, Pull and Bear, Springfield, Sprinter,[41] Stradivarius, Women'secret, etc.), locales de restauración y de comida rápida (Burger King, Corner Hut, FeelFood, etc.), un hipermercado Carrefour, zonas de ocio, 10 salas de cine de la cadena Yelmo, etc.[42]

- Parque Comercial Meixueiro. Parque comercial de 18 000 m² de superficie distribuidos en dos plantas e inaugurado en julio de 2009,[43] está situado en la entrada sur de la ciudad y en sus instalaciones se pueden encontrar las siguientes marcas: Decathlon, Espaço Casa, GiFi, Kiabi, Kiwoko, Lidl, Maisons du Monde, McDonald's, Merkal y Worten.[44]

- Centro Comercial Vialia Vigo. Proyectado por el arquitecto Thom Mayne, está integrado en la estación de alta velocidad ferroviaria de la ciudad y en la estación de autobuses.[45] Este nuevo centro comercial ocupa 121 282 m² de superficie construida, mientras que la superficie comercial es de 67 200 m² distribuidos en dos plantas y terraza.[46][47] El centro comercial se inauguró el 29 de septiembre de 2021[48]

## Otros hipermercados y grandes almacenes

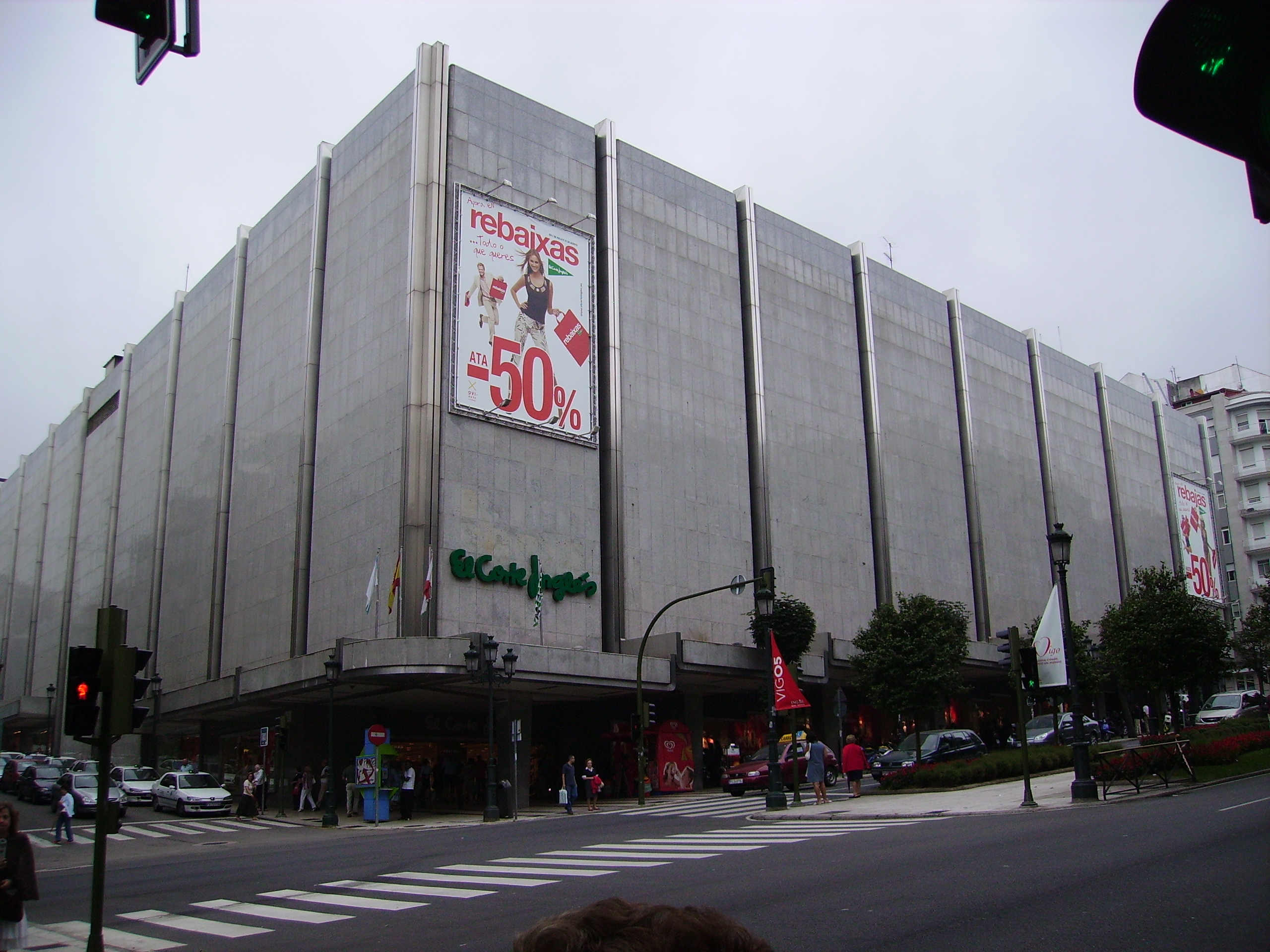
El Corte Inglés en la Gran Vía.

- Alcampo I. Inaugurado en 1981 en el barrio de Coya, supuso la segunda gran superficie comercial de la ciudad. Este hipermercado fue designado durante los años 2014, 2015, 2016, 2018 y 2020,[49] como el supermercado más económico de España por la Organización de Consumidores y Usuarios (OCU).[50]

- El Corte Inglés. Inaugurado en 1975, fue el primero construido en Galicia y el primero que la empresa construía en una ciudad no capital de provincia,[51] está ubicado en la Gran Vía y es un gran centro de atracción para clientes de todos los puntos de la ciudad y del área metropolitana.[52] En el interior de estos grandes almacenes también se encuentran instaladas otros establecimientos ajenos al holding comercial de El Corte Inglés, como es el caso de Starbucks,[53] o de la franquicia de comida rápida Rodilla,[54] entre otros establecimientos de moda y restauración.

- Leroy Merlín II. Segundo establecimiento de la multinacional del bricolaje de Vigo,[55] se encuentra situado en la parroquia de Navia y cuenta con un espacio de 500 m² de superficie comercial, además de otros 2 300 m² destinados a almacén.

## Mercados municipales

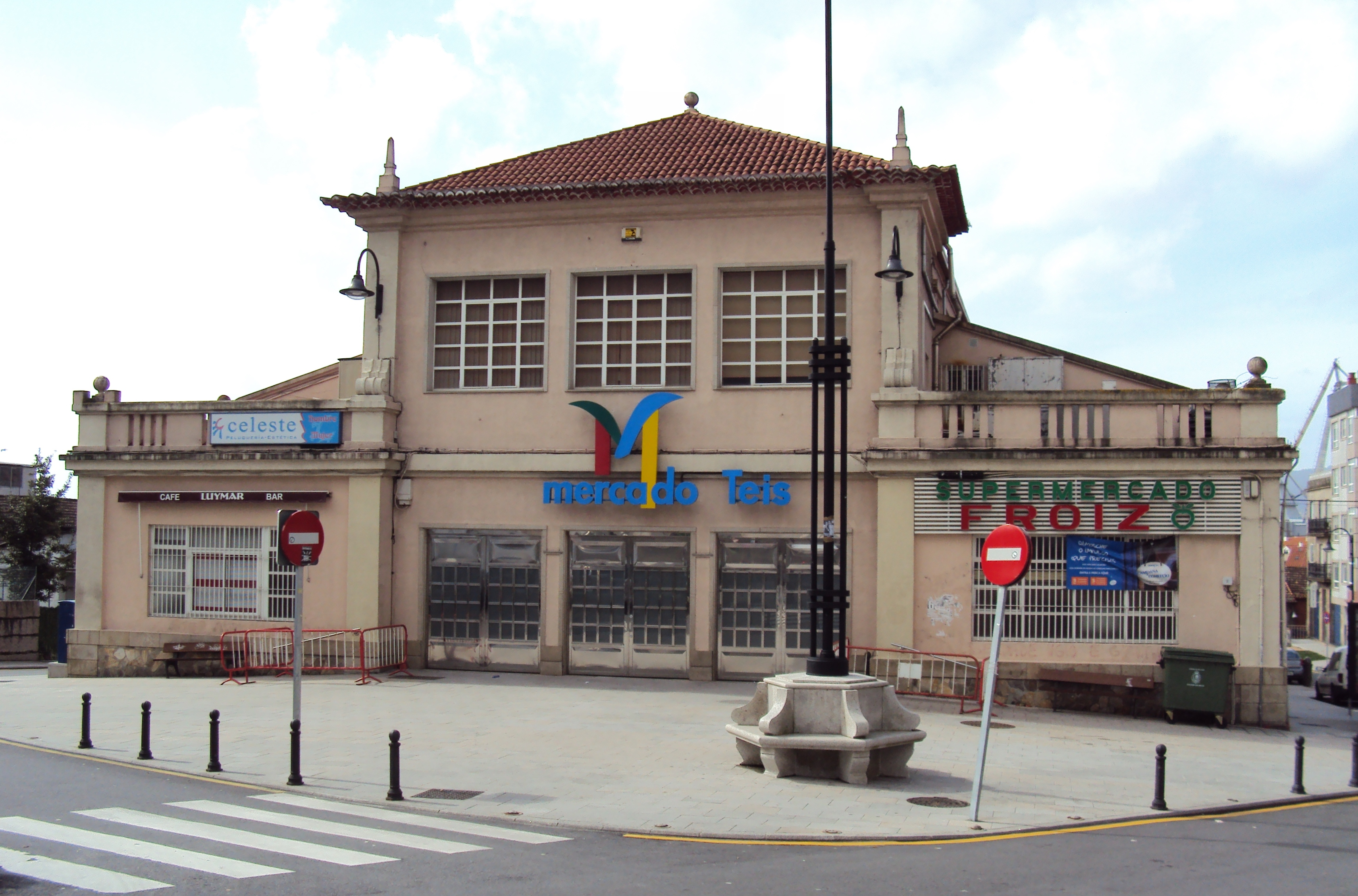
Mercado de Teis.

Aparte de las áreas comerciales anteriormente citadas, en la ciudad también existen diferentes mercados y plazas de abastos en donde se pueden adquirir diversos productos como el pan gallego o mariscos y pescados que exhiben las pescantinas. Los principales mercados de Vigo son los siguientes: mercado del Berbés (calle de Cánovas del Castillo, 2), mercado de Bouzas (calle Covadonga, 1), mercado de Teis (calle Toural de Abaixo, s/n), mercado de Traviesas (avenida de la Florida, 34), mercado del Progreso (calle del Progreso, 28) y el mercado del Calvario (calle de Urzaiz, 183).